# Pepi, Luci, Bom y otras chicas del montón
Pepi, Luci, Bom y otras chicas del montòn ("Pepi, Luci, Bom en de andere meisjes van de bende") is een Spaanse film van Pedro Almodóvar uit 1980, met Carmen Maura.

## Verhaal
Pepi kweekt marijuana op haar balkon. Een agent die ertegenover woont, merkt dit op en gaat bij haar langs om te zeggen dat hij haar niet zal verlinken, als hij de liefde met haar mag bedrijven. Pepi gaat akkoord op voorwaarde dat hij haar niet ontmaagdt. De agent gelooft haar niet, maar Pepi is nog echt maagd en besluit om zich te wreken. Dit is het begin van een onmogelijk samen te vatten film, waar masochisten, lesbiennes en drag-queens elkaar ontmoeten in een joviale sfeer.
De regisseur zegt over zijn film dat het geen realistische film noch een zedenschets is. De film behandelt alle latere thema's van Almodóvars films: vrouwen, ontspoorde seksualiteit en het verband tussen vriendschap en liefde.

## Rolverdeling
| Acteur          | Personage                                 |
| --------------- | ----------------------------------------- |
| Carmen Maura    | Pepi                                      |
| Félix Rotaeta   | politieman en zijn tweelingbroer          |
| Olvido Gara     | Bom (als Alaska)                          |
| Eva Siva        | Luci (Luciana)                            |
| Concha Grégori  | Charito, buurvrouw van Luci               |
| Cecilia Roth    | reclamemeisje                             |
| Assumpta Serna  | Assumpta Rodes                            |
| Julieta Serrano | meisje dat gekleed is als Scarlett O'Hara |
| Kiti Manver     | meisje                                    |

## In de marge
- De film is de eerste langspeelfilm van Almodóvar. De film werd met beperkte middelen in 16 mm gemaakt en gefinancierd met geld van zijn vrienden.
- De film ademt de tijdgeest uit, met een gevoel van culturele en seksuele vrijheid, en zette Almodóvar in de schijnwerpers als een agent provocateur. Met zijn talrijke kitsch-elementen, zijn campy stijl, extravagante humor en expliciete seksualiteit (er komt een befaamde golden shower-scène in voor) werd de film een cultfilm. Hij werd gedraaid in onafhankelijke circuits en stond 4 jaar op het programma van het "Alphaville Theater" in Madrid, waardoor Almodóvar fondsen verzamelde voor zijn volgende film.